# Podział administracyjny Kościoła katolickiego w Wielkiej Brytanii
Podział administracyjny Kościoła katolickiego w Wielkiej Brytanii – w ramach Kościoła katolickiego w Wielkiej Brytanii odrębne struktury mają:
- Kościół katolicki obrządku łacińskiego (Kościół rzymskokatolicki)

- Katolickie Kościoły wschodnie:
  - Kościół katolicki obrządku bizantyjsko-ukraińskiego (Kościół greckokatolicki)
  - Syromalabarski Kościół katolicki

## Obrządek łaciński
Jednostki administracyjne Kościoła katolickiego obrządku łacińskiego w Wielkiej Brytanii:

### Anglia
- Metropolia Birmingham
  - Archidiecezja Birmingham
  - Diecezja Clifton
  - Diecezja Shrewsbury

- Metropolia Liverpoolu
  - Archidiecezja Liverpoolu
  - Diecezja Hallam
  - Diecezja Hexham i Newcastle
  - Diecezja Lancaster
  - Diecezja Leeds
  - Diecezja Middlesbrough
  - Diecezja Salford

- Metropolia Southwark
  - Archidiecezja Southwark
  - Diecezja Arundel i Brighton
  - Diecezja Plymouth
  - Diecezja Portsmouth

- Metropolia westminsterska
  - Archidiecezja westminsterska
  - Diecezja Brentwood
  - Diecezja wschodnioangielska
  - Diecezja Northampton
  - Diecezja Nottingham

### Walia
- Metropolia Cardiff
  - Archidiecezja Cardiff
  - Diecezja Menevia
  - Diecezja Wrexham

### Szkocja
- Metropolia Glasgow
  - Archidiecezja Glasgow
  - Diecezja Motherwell
  - Diecezja Paisley

- Metropolia Saint Andrews i Edynburga
  - Archidiecezja Saint Andrews i Edynburga
  - Diecezja Aberdeen
  - Diecezja Argyll and the Isles
  - Diecezja Dunkeld
  - Diecezja Galloway

### Jednostki podległe bezpośrednioStolicy Apostolskiej
- Ordynariat Polowy Wielkiej Brytanii
- Ordynariat Personalny Matki Bożej z Walsingham

## Obrządek bizantyjsko-ukraiński
- Eparchia Świętej Rodziny w Londynie

## Obrządek syromalabarski
- Eparchia Wielkiej Brytanii